# Herman Backer
Herman Major Backer (30 de octubre de 1856-21 de mayo de 1932) fue un arquitecto noruego. Es conocido por haber diseñado numerosas casas de lujo, grandes edificios públicos y comerciales, así como hoteles e iglesias. Backer fue muy productivo y uno de los arquitectos líderes en Noruega en las décadas alrededor de 1900. Su hijo Lars Backer fue posteriormente uno de los principales arquitectos funcionalistas de Noruega.
Backer fue educado en la escuela de dibujo de Wilhelm von Hanno, en la Academia Nacional de Artes y Artesanía de Noruega en Christiania, y en Dresden. Al regresar a Noruega desde el extranjero, trabajó inicialmente durante tres años como inspector de construcción estipendiario en Christiania antes de establecer su propia práctica en la ciudad en 1882.

## Obras seleccionadas
Una de las primeras grandes comisiones que aceptó Backer fue el diseño de una mansión para el comerciante de madera y ministro gubernamental Hans Rasmus Astrup. La Mansión del Ministro Astrup (en noruego: Statsråd Astrups villa) se encuentra en Drammensveien n.º 78 en Oslo y fue construida en 1887 como residencia privada para Astrup y su familia. En 1911, el edificio fue cedido a la Academia Noruega de Ciencias y Letras, que aún es propietaria del edificio hoy en día.
Alrededor de la misma época, diseñó la Mansión Fridheim (en noruego: Villa Fridheim) en la orilla de Krøderen para el comerciante de madera Svend Haug de Drammen. El edificio estaba destinado a servir como casa de campo para el comerciante de madera y su familia. Más tarde se usó como hotel y desde 1986 alberga el Museo de Aventuras de la Mansión Fridheim.
Backer diseñó otra mansión en la finca Skaugum. Fue encargada por Fritz Wedel Jarlsberg y se construyó en 1891 en un estilo similar al de la Mansión Fridheim. La finca Skaugum fue presentada al Príncipe Heredero Olav y a la Princesa Heredera Märtha, quienes se mudaron allí en 1929. La mansión fue destruida por un incendio el 20 de mayo de 1930.

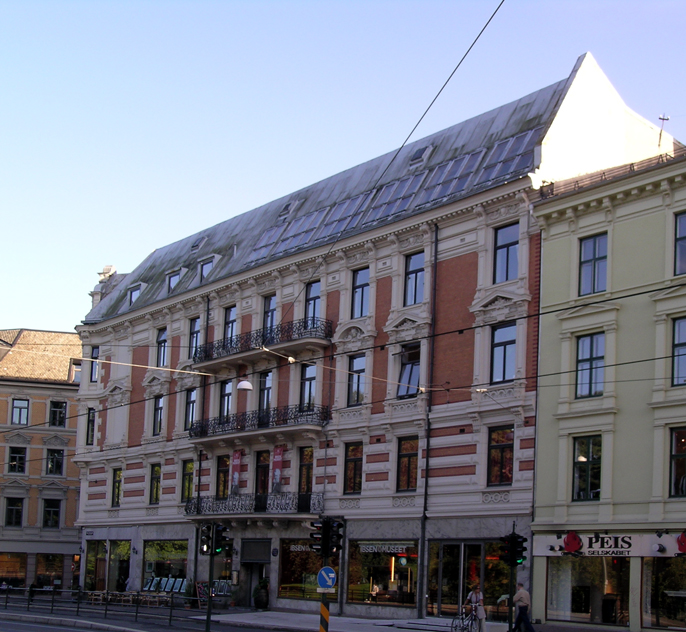
Museo Ibsen

Backer también diseñó el Restaurante Olympen en Grønlandsleiret n.º 15 en Oslo, construido en 1882. El edificio fue encargado por la Cervecería Schou y se construyó en ladrillo con ornamentación de estuco. El edificio fue remodelado por su hijo Lars Backer en 1927. Desde su apertura en 1892, un restaurante ha operado en el edificio.
A mediados de la década de 1890, Backer diseñó el edificio en Arbins gate n.º 1 en Oslo. Esta es la casa donde vivió Henrik Ibsen durante sus últimos años, y el edificio alberga actualmente el Museo Ibsen de Oslo.
El edificio Backergården de Backer es una estructura de Renacimiento Barroco en Kongens gate n.º 31 en Oslo. Fue construido para el empresario Johan Paul Jørgen Alexander Backer y su negocio de pieles en 1895. El edificio fue construido con una estructura de esqueleto de acero que permite las grandes ventanas. La fachada está revestida con mármol noruego del Valle de Dunderland en el municipio de Rana.

Otras obras de Backer incluyen la Iglesia de San Juan en Bergen, la Iglesia de Klemetsrud, la Capilla de Sollihøgda, la Iglesia de Stensgård, Krebsegården en Holtegata n.º 20 en Oslo, el Hotel Victoria en Lillehammer, Simersgården en Grev Wedels plass n.º 4 en Oslo, el Complejo Alfheim en Pilestredet n.º 27 en Oslo, el edificio de dormitorios en la Escuela Secundaria Superior Jønsberg en Romedal, y una adición a la finca Madserud en Madserud allé n.º 34 en Oslo.